# برت لانگستاف
برت لانگستاف (انگلیسی: Bert Longstaff; ۹ اکتبر ۱۸۸۵ – ژوئیهٔ ۱۹۷۰) بازیکن فوتبال اهل بریتانیا بود.
از باشگاه‌هایی که در آن بازی کرده است می‌توان به باشگاه فوتبال برایتون اند هوو آلبیون اشاره کرد.